# King—Vaughan (circonscription provinciale)
Circonscription électorale provinciale du Canada
King—Vaughan est une circonscription provinciale de l'Ontario représentée à l'Assemblée législative de l'Ontario depuis 2018. 

## Géographie
Située au nord de Toronto, la circonscription consiste en une partie du canton de King et de la ville de Vaughan dans la municipalité régionale de York.
Les circonscriptions limitrophes sont Newmarket—Aurora, Aurora—Oak Ridges—Richmond Hill, Richmond Hill, Thornhill, Vaughan—Woodbridge, Brampton-Est, Dufferin—Caledon, Simcoe—Grey et York—Simcoe.  

## Historique
| Législature                                                         | Années        | Député | Député        | Parti                     |
| ------------------------------------------------------------------- | ------------- | ------ | ------------- | ------------------------- |
| King—Vaughan Circonscription issue de Oak Ridges—Markham et Vaughan |               |        |               |                           |
| 42e                                                                 | 2018–2022     |        | Stephen Lecce | Progressiste-conservateur |
| 43e                                                                 | 2022–2025     |        | Stephen Lecce | Progressiste-conservateur |
| 44e                                                                 | 2025–en cours |        | Stephen Lecce | Progressiste-conservateur |

## Circonscription provinciale
Depuis les élections provinciales ontariennes du 4 octobre 2007, l'ensemble des circonscriptions provinciales et des circonscriptions fédérales sont identiques.